# 刺
刺本意是指尖鋭如針的物體，作為動詞則是指用尖鋭的物體「扎」。其相關事物如下：
- 植物的刺，一些植物的尖刺結構，可以在莖上、葉子上、果皮上出現
- 動物的刺，如：
  - 棘鰭類魚類的鰭中有部分鰭條硬化為刺，稱為硬棘。
  - 鰩總目 許多魚類尾部有棘刺。
  - 節肢動物的外骨骼常常發展出各種各樣的刺，比如許多蝦、蟹、昆蟲等
  - 一些軟體動物如某些螺的殼也有刺。
  - 一些哺乳動物的皮毛也演化成硬刺，如豪豬、刺猬、針鼹等等。
  - 一些鳥類的腳後跟有由腳趾演化而來的勾刺。
- 魚骨，又名魚刺